# Mussol d'Acàdia
El mussol d'Acàdia o mussol acadià (Aegolius acadicus) és una espècie d'ocell de la família dels estrígids (Strigidae). Habita boscos d'Amèrica del Nord, des del sud d'Alaska, cap a l'est, a través del Canadà fins Nova Escòcia i cap al sud fins al sud dels Estats Units. El seu estat de conservació es considera de risc mínim.